# Kojima (Hokkaidō)
Kojima ist eine unbewohnte japanische Insel.
Sie liegt 23 Kilometer südwestlich der Stadt Matsumae und ist der südlichste Punkt in Hokkaidō. Die Insel steht unter der Verwaltung der Stadt Matsumae und gehört zur Unterpräfektur Oshima auf Hokkaidō. Um Kojima von anderen gleichnamigen Inseln zu unterscheiden, wird es manchmal als Oshima-Kojima (渡 島 小島) oder Matsumae-Kojima (松 前 小島) bezeichnet.
Kojima hat eine Fläche von 1,54 Quadratkilometern. Die Insel ist aus einem andesitischen Stratovulkan entstanden.
Mehrere kleinere Inseln umgeben die Insel Kojima, darunter Daihiyakushima, Shohiyakushima, Tenjinshima und Sazaeshima.